# 向壽一
向 壽一（向 寿一、むかい じゅいち、1953年3月7日 - ）は、日本の経済学者。学位は、経済学博士（京都大学・論文博士・1991年）（学位論文「現代日本企業と多国籍総合金融機関 資本過剰下の三位一体的資本輸出の理論と実証」）。立命館大学経営学部教授。

## 略歴
石川県生まれ。1975年京都大学経済学部経済学科卒業。1978年同大学院経済学研究科博士後期課程中退。
1979年京都大学経済研究所助手、1981年横浜国立大学助教授、1988年立命館大学経営学部助教授。1993年同教授。
1991年「現代日本企業と多国籍総合金融機関 資本過剰下の三位一体的資本輸出の理論と実証」で京都大学より経済学博士の学位を取得。

## 著書
- 『世界マネー循環と多国籍銀行』1988 有斐閣選書
- 『国家破産 累積債務とマネー循環』1990 講談社現代新書
- 『現代日本企業と多国籍総合金融機関 資本過剰下の三位一体的資本輸出の理論と実証』同文館出版 1990
- 『信用創造・マネー循環・景気波動』同文館出版(立命館大学経営学部研究叢書 1991
- 『マネーゲームのからくり 金融エコノミスト批判学入門』法律文化社 1991
- 『マネーの流れからみる日本経済入門』有斐閣 1991
- 『世界経済の新しい構図』1992 岩波新書
- 『マネーゲームのからくり 金融エコノミスト批判学入門』法律文化社 1994
- 『転換期の世界経済』岩波書店 1994
- 『多国籍企業・銀行論 大競争時代へのサバイバル戦略』中央経済社 1997
- 『金融ビッグバン』1997 講談社現代新書
- 『メガバンク誕生 金融再編と日本の行方』日本放送出版協会 (NHKブックス) 2000
- 『自動車の海外生産と多国籍銀行』ミネルヴァ書房(Minerva現代経営学叢書) 2001
- 『マネタリー・エコノミクス 国際経済の金融理論』岩波書店 2006
- 『ポスト・グローバリズムの時代を生きる』法律文化社 2008

### 共編著
- 『現代日本の技術と経済』中西一正共編著 同文館出版 1993
- 『新しい資本主義の視点』編著 同文館出版 1994
- 『現代国際金融論』上川孝夫,藤田誠一共編 1999 (有斐閣ブックス)

### 翻訳
- スーザン・ジョージ『債務危機の真実 なぜ第三世界は貧しいのか』1989 朝日選書

## 論文
- ＜向寿一